# Puig de la Roureda (Fontanals de Cerdanya)
El Puig de la Roureda és una muntanya de 1.371 metres que es troba al municipi de Fontanals de Cerdanya, a la comarca de la Baixa Cerdanya.